# Philippe (apôtre)
Pour les articles homonymes, voir Saint Philippe et Philippe.
Philippe fut l'un des douze apôtres accompagnant Jésus-Christ d'après les évangiles et le livre des Actes des Apôtres. Selon certains récits postérieurs dont les Actes de Philippe, il aurait évangélisé d'abord le Nord-Est de la Grèce avec des incursions en Parthie, puis principalement la Lydie, la Scythie, la Syrie et enfin la Phrygie. Il n'est pas à confondre avec le jeune Philippe, également cité dans les Actes des Apôtres et faisant partie des sept premiers diacres.

## Biographie
L'apôtre Philippe est un Galiléen originaire de Bethsaïde sur les bords du lac de Tibériade, comme Pierre et André. Administrativement, la ville est en Basse-Gaulanitide, région gouvernée par Philippe le Tétrarque et également appelée Tétrarchie de Philippe. Celui-ci a développé la ville et l'a rebaptisée Julias.
Comme André, Philippe est d'abord un disciple de Jean Baptiste avant de suivre Jésus. Son nom (phi du verbe philein : aimer, et hippo : cheval) peut évoquer une éventuelle ascendance paternelle grecque. D'après la Légende dorée de Jacques de Voragine : « Philippe signifie bouche de lampe, ou bouche des mains ou bien il vient de philos, amour, et uper, au-dessus, qui aime les choses supérieures. Par bouche de lampe, on entend sa prédication brillante ; par bouche des mains, ses bonnes œuvres continuelles ; par amour des choses supérieures ; sa contemplation céleste ».
L'Évangile selon Jean rapporte comment il a été appelé par Jésus et comment il en a fait l'annonce dans la foulée à son ami Nathanaël (dont le nom apparaît seulement chez cet évangéliste et qui est identifié comme Barthélémy, également futur apôtre). Face à son hésitation, Philippe se montre assuré en entraînant son ami vers Jésus.
Toujours dans l'Évangile de Jean, c'est à lui que Jésus s'adresse avant la première multiplication des pains (Jn 6,5-7) ; à qui se présentent des Grecs païens cherchant à rencontrer Jésus quatre jours avant la Crucifixion (Jn 12,20-22) ; et lors de la Cène, c'est lui qui demande à Jésus de leur montrer le Père (Jn 14,8-11).

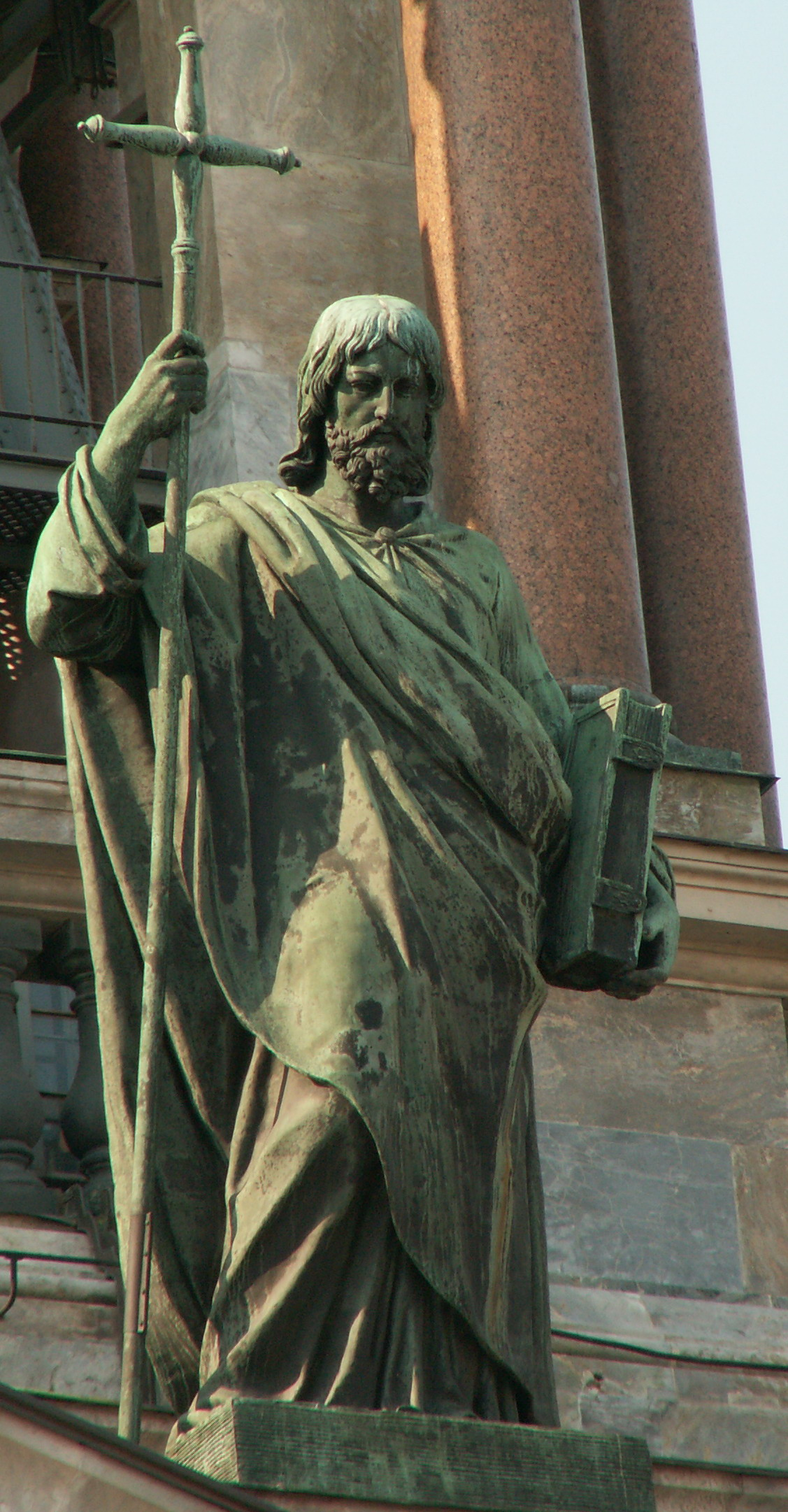
Statue de l'apôtre Philippe, cathédrale Saint-Isaac, Saint-Pétersbourg.

Après la Pentecôte, il serait parti évangéliser des régions d'Asie Mineure et prêcha aux Scythes. En Syrie, il séjourne à Émèse (aujourd'hui Homs) et à Hiérapolis de Syrie (Manbij) où il réalise des miracles et installe le premier épiscope de la ville.
D'après la tradition, il est lapidé et crucifié à Hiérapolis (Pamukkale) en Phrygie, sous Domitien ou sous Trajan. Comme il portait un nom grec et était natif de Bethsaïde, il semble avoir été confondu parfois avec André. D'autres historiens, comme Eusèbe de Césarée, qui cite Polycrate, ou Clément d'Alexandrie disent qu'il serait mort à un âge avancé pour l'époque (vers quatre-vingt sept ans), de mort naturelle et enterré à Hiérapolis.
Sa tombe a été retrouvée fin juillet 2011 par Francesco d’Andria de l'université du Salento avec la mission archéologique italienne de Hiérapolis de Phrygie. Elle se situe à Lecce sous les vestiges d'une ancienne église, près de son martyrium.
Philippe aurait eu deux ou trois filles selon les sources, deux d'entre-elles l'accompagnant en Phrygie et enterrées auprès de lui. La troisième, éventuellement appelée Hermione, aurait subi le martyre à Éphèse,.
Si les historiens et la tradition chrétienne repèrent Philippe (et son martyre) en Anatolie, le musulman Tabari (محمد بن جریر طبری) (839-923) écrit que Philippe aurait été envoyé « à Qayrawan (Kairouan) (et) à Carthage, en Afrique du Nord », information non attestée par l'Église catholique.
Les reliques de l'apôtre Philippe ont été déposées avec celles de Jacques le Mineur le jour de la dédicace de la basilique des Saints-Apôtres à Rome par le pape Jean III au VIe siècle, où elles sont conservées depuis.

## Attributs et représentations

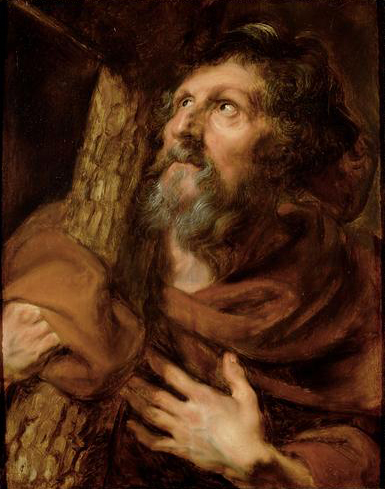
Saint Philippe par Antoine van Dyck,, Kunsthistorisches Museum de Vienne.

Son principal attribut est une croix simple ou parfois à double traverse, rarement à triple traverse.
Ses représentations le montrent en homme âgé et barbu, crucifié, comme Simon-Pierre, la tête en bas, ou martyrisé par lapidation. C’est avec le principal instrument de son martyre, la croix latine, qu’il est le plus souvent représenté, la portant. 
Parmi les autres symboles qui lui sont associés : le Livre saint, un panier avec des pains, un temple païen, une vipère et un dragon.

## Hommage
Il est fêté le 3 mai en Occident. Durant plusieurs siècles, saint Philippe et saint Jacques ont été fêtés le 1er mai, jour où leurs reliques furent transférées dans la basilique romaine des Saints-Apôtres. Désormais, c'est saint Joseph, patron des travailleurs qui est fêté ce jour. Quant à l'Église orthodoxe, elle célèbre Philippe le 14 novembre.